# عبد الله غبارة
عبد الله غبارة هو أول محافظ لللإسماعيلية. تولى المنصب من 18 أكتوبر 1959 إلى فبراير 1961. ثم عُين محافظا لقنا.